# سلیمان و سبا (فیلم ۱۹۹۵)
«سلیمان و سبا» (انگلیسی: Solomon & Sheba (1995 film)) فیلمی در ژانر رمانتیک به کارگردانی رابرت ام یونگ است که در سال ۱۹۹۵ منتشر شد. از بازیگران آن می‌توان به هلی بری اشاره کرد.